# Salomón Lerner Febres

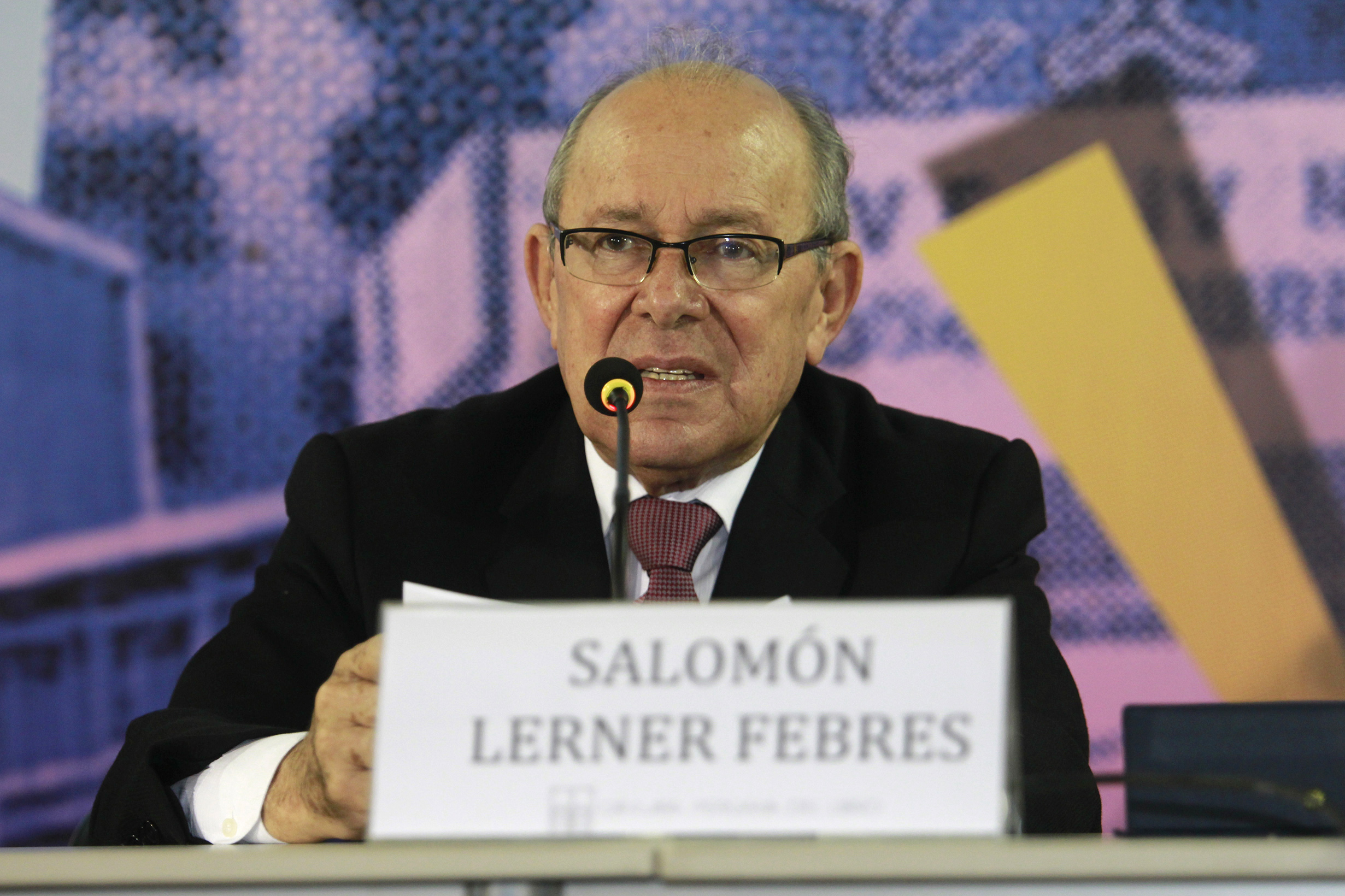
Salomón Lerner Febres, 2017

Salomón Lerner Febres (* 19. Juli 1944 in Lima, Peru) ist ein peruanischer Menschenrechtler, Philosoph, Jurist und ehemaliger Leiter der Kommission für Wahrheit und Versöhnung, die die Umstände des bewaffneten internen Konfliktes („conflicto armado interno“) in Peru zwischen 1980 und 2000 untersuchte und aufklärte.

## Leben
Salomón Lerner Febres wurde 1944 in Lima in eine (väterlicherseits) ungarisch-jüdische und (mütterlicherseits) peruanisch-katholische Familie geboren. Er studierte Jura an der Katholischen Universität in Lima und schloss sein Studium 1968 mit einer Dissertation über Gustav Radbruch ab (La idea del Derecho en la Psicología Jurídica de Gustav Radbruch). Von 1968 bis 1973 studierte er Philosophie an der Katholischen Universität Löwen in Belgien. An deren Institut Supérieur de Philosophie wurde er 1973 mit einer Dissertation über L'essence du Nihilisme dans la pensée de Martin Heidegger zum Dr. phil. promoviert. Von 1976 bis 1978 war er – als Stipendiat des Stipendienwerkes Lateinamerika-Deutschland – als Gastdozent an der Universität Köln tätig. Er ist Mitglied der American Philosophical Association. Als Philosophie-Professor ist er ausgewiesener Heidegger-Experte und befasst sich vor allem mit ethischen Fragen. Lerner ist Mitglied der Peruanischen Akademie für Sprache und Literatur (Academia Peruana de la Lengua).
In der Zeit von 1994 bis 2004 war Salomón Lerner Rektor der Päpstlichen Katholischen Universität von Peru mit Sitz in Lima und von 1999 bis 2004 zugleich Präsident der Unión de Universidades de América Latina (UDUAL), der Vereinigung der Universitäten Lateinamerikas. Zudem war er über lange Zeit der Vorsitzende des Beirates Lima des Stipendienwerkes Lateinamerika-Deutschland (Intercambio Cultural Alemán-Latinoamericano, ICALA).
Als Rektor der Universität begründete Lerner das „Instituto de Democracia y Derechos Humanos“ (IDEHPUCP – Institut für Demokratie und Menschenrechte), dessen Präsident er weiterhin ist (Stand 2020). Das Institut verknüpft die akademische Forschung mit der gesellschaftlich-politischen Praxis des Kampfes für die Menschenrechte. U.a. überprüft es, ob die Empfehlungen der Wahrheitskommission verwirklicht werden oder nicht.

## Die Wahrheits- und Versöhnungskommission
Öffentliche Aufmerksamkeit erlangte Lerner durch seine Leistung als Vorsitzender der Wahrheitskommission zur Aufklärung der Umstände des peruanischen Bürgerkrieges (Comisión de la Verdad y Reconciliación, CVR) in den Jahren von 2001 bis 2003. Am 28. August 2003 stellte Lerner den Abschlussbericht vor, der das ganze Ausmaß der Verbrechen im blutigen Bürgerkrieg in Peru dokumentierte. Da der Bericht offenlegte, wer für die Verbrechen verantwortlich war, wurde er von ehemaligen Militärs mit – erfolglosen – Verleumdungsklagen überzogen und erhielt zahlreiche Morddrohungen.

## Ehrungen (Auswahl)
- Chevalier de la Légion d’Honneur, 2002.
- Medalla de Honor del Congreso de la República en grado de Gran Cruz (Großkreuz der Ehrenmedaille des Parlamentes der Republik Peru), 2003.
- Menschenrechtspreis der Friedrich-Ebert-Stiftung, 2005.
- Ehrendoktorwürde der Sorbonne und weiterer Universitäten

## Schriften (Auswahl)
- Nietzsche y el Ocaso de la Metafísica. In: Revista Humanidades de la PUCP. Jg. 5 (1972/1973).
- Introducción a la Filosofía. Fondo Editorial PUCP, Lima 1975 (und weitere Auflagen).
- Areté o la travesía del pensamiento. In: Areté. Jg. 1 (1995), Heft 7, S. 163–169.
- ¿Globalización o mundialización? Impacto sobre los „Ethos“ de la educación. La perspectiva del Perú. In: Bira. Boletín del Instituto Riva-Agüero. Lima. Nr. 23 (1996), S. 63–88.
- Verdad y reconciliación. Reflexiones éticas. CEP, Instituto Bartolomé de las Casas, Cuzco 2002.
- La rebelión de la memoria. CEP, PUCP, Lima 2004, ISBN 9972-816-82-6 (enthält Vorträge und Aufsätze aus den Jahren 2001 bis 2003, die die Arbeitsweise und die Ergebnisse der Wahrheits- und Versöhnungskommission schildern).
- The essential role of ethics in the development of Latin America. IDB Cultural Center, Washington, D.C. 2004.
- Contra el Olvido. In: Sanar, no tanto castigar. Justicia restaurativa y paz en Colombia. Fundación Alvaralice, Cali 2006, ISBN 958-98026-0-5 (Kongressbericht).
- El Poder Revelador de la Palabra. In: Boletín de la Academia Peruana de la Lengua. Jg. 42 (2006), S. 183–200.
- ¿Por qué leer a Heidegger hoy? In: Miguel Giusti, Elvis Mejía (Hrsg.): ¿Por qué leer Filosofía hoy? Fondo Editorial PUCP, Lima 2007, ISBN 978-9972-42-864-7, S. 197–211.
- Universidad, Fe y Razón. Discursos de apertura de los años académicos 1995–2004 en la PUCP. Fondo Editorial PUCP, Lima 2007, ISBN 978-9972-42-805-0.
- (als Herausgeber): Wider das Vergessen: Yuyanapaq. Bericht der Wahrheits- und Versöhnungskommission Peru. Matthias-Grünewald-Verlag, Ostfildern 2008, ISBN 978-3-7867-2720-0.
- Art. Peru. In: Wolfgang Benz u. a. (Hrsg.): Handbuch des Antisemitismus. Judenfeindschaft in Geschichte und Gegenwart. Band 1: Länder und Regionen. De Gruyter, Berlin 2008, ISBN 978-3-598-24071-3, S. 272–275.
- Reacción de la sociedad peruana y de la elite política ante el informe final de la Comisión de la Verdad y Reconciliación. In: Ders., Margit Eckholt (Hrsg.): Ciudadanía, democracia y derechos humanos. Reflexiones en vista a la conmemoración del bicentenario de la independencia. Abya-Yala, Quito 2009, ISBN 978-9978-22-808-1, S. 15–28.
- ¿Se Aprendió la Lección del Conflicto Armado Interno? In: Luis Pásara (Hrsg.): Perú ante los Desafíos del Siglo XXI. Fondo Editorial PUCP, Lima 2011, ISBN 978-9972-42-948-4, S. 49–73.
- Wahrheit, Gerechtigkeit und Versöhnung – Eine philosophische Annäherung. In: Thomas Schreijäck u. a. (Hrsg.): Horizont Weltkirche. Erfahrungen – Themen – Optionen und Perspektiven. Josef Sayer zu Ehren. Matthias-Grünewald-Verlag, Ostfildern 2012, ISBN 978-3-7867-2925-9, S. 158–175.